# نيستور تشافيز
نيستور تشافيز (بالإسبانية: Néstor Chávez)‏ هو لاعب كرة قاعدة كولومبي، ولد في 6 يوليو 1947 في Chacao Municipality ‏ في فنزويلا، وتوفي في 16 مارس 1969 في ماراكايبو في فنزويلا.

## وصلات خارجية
- نيستور تشافيز على موقع دوري كرة القاعدة الرئيسي (الإنجليزية)
- نيستور تشافيز على موقعبيزبول رفرنس.كوم (الدوري الرئيسي) (الإنجليزية)
- نيستور تشافيز على موقعبيزبول رفرنس.كوم (الدوري الثانوي) (الإنجليزية)
- نيستور تشافيز على موقع مشجعي الرسوم البيانية (الإنجليزية)